# Montes Beşparmak

Mapa da evolução do assoreamento provocado pelo Rio Menderes (Meandro), que causou a formação do lago Bafa.

Os montes Beşparmak (em turco: Beşparmak Dağları ou Batı Menteşe Dağları; em grego clássico: Λάτμος; romaniz.: Latmos) são uma cordilheira da Turquia que corre na direção leste-oeste paralela à costa norte do lago Bafa (Bafa Gölü), no sudoeste da Anatólia. Na Antiguidade eram conhecidos como montes Latmo (Latmos ou Latmus) ou montes Latros. O nome turco Beşparmak significa "cinco dedos" e tem origem no perfil de uma das montanhas, que faz lembrar cinco dedos.
Atualmente a cadeia faz parte das província de Muğla e de Aidim, no sudoeste da Anatólia. Na Antiguidade era parte da Cária, uma região que fez parte da colónia helenizada da Jónia. A antiga cidade grega de Latmo (ou Heracleia do Latmo) situa-se na encosta do monte Latmo, junto à margem oriental do lago Bafa, 25 km a leste de Mileto (esta situa-se a meio caminho entre a costa do mar Egeu e o lago, a oeste deste). Estrabão descreve Latmo como um porto num golfo estreito e identifica o monte Latmo como o monte Ftrires (Phthires) mencionado no Catálogo dos Troianos da Ilíada de Homero.
Na Antiguidade, o lago Bafa era um golfo ligado ao Mediterrâneo. A saída do golfo foi gradualmente assoreado por sedimentos do Rio Menderes (Meandro) que nele desaguava. Cerca 300 d.C. o lago já se tinha formado atrás dos sapais do estuário. A salinidade foi diminuindo gradualmente e seria um lago de água doce se não existissem canais que o ligam ao mar Egeu. As ruínas de Latmo encontram-se atualmente na aldeia de Kapıkırı.
A montanha junto a Kapıkırı é chamada Beşparmak Dağ (monte Beşparmak) em turco, mas a chamada Beşparmak Dağları (montes Beşparmak) estendem-se por cerca de 35 km para leste, com uma largura entre 5 e 10 km. Embora os autores antigos geralmente identificassem os montes Latmo com o que é atualmente Beşparmak Dağları, nos relatos de Estrabão a parte oriental aparece com o nome de monte Grium, que se estendia ao longo da Cária.
Na região existiram diversos mosteiros durante o período bizantino, que atualmente se encontram todos em ruínas. Segundo uma das versões da mito grego de Endimião e Selene, é no monte Latmo que se situa a caverna onde Endimião dorme para sempre, eternamente jovem e belo.[carece de fontes?]

## Geologia
A configuração  morfotectónica da Anatólia e do mar Egeu é o resultado da deriva continental associados com a orogenia alpina, uma zona de construção de montanhas causada pela colisão das placas tectónicas africana e arábica com a placa eurasiática. As primeiras têm vindo a deslizar para debaixo da última, comprimindo e elevando a orla e criando zonas de rocha metamórfica a partir de níveis anteriores de rocha sedimentar. Na região do Egeu, estas zonas estão representadas por vários maciços que originalmente foram enterrados pela subducção da crusta: Ródope, Monte Ida, maciço cicládico e Creta.
Devido a vários fatores geológicos, os quais foram modelados por diversos geólogos, a zona de compressão do Egeu passou a ser de extensão — a região alargou-se e maciços com forma de cúpula ou ovoide foram "desenterrados" das zonas de subducção e subiram por isostasia. No caso do maciço Menderes, o qual tem 40 000 km², o processo é melhor conhecido devido à investigação geológica levada a cabo na Turquia Central.

## História

### Pré-história

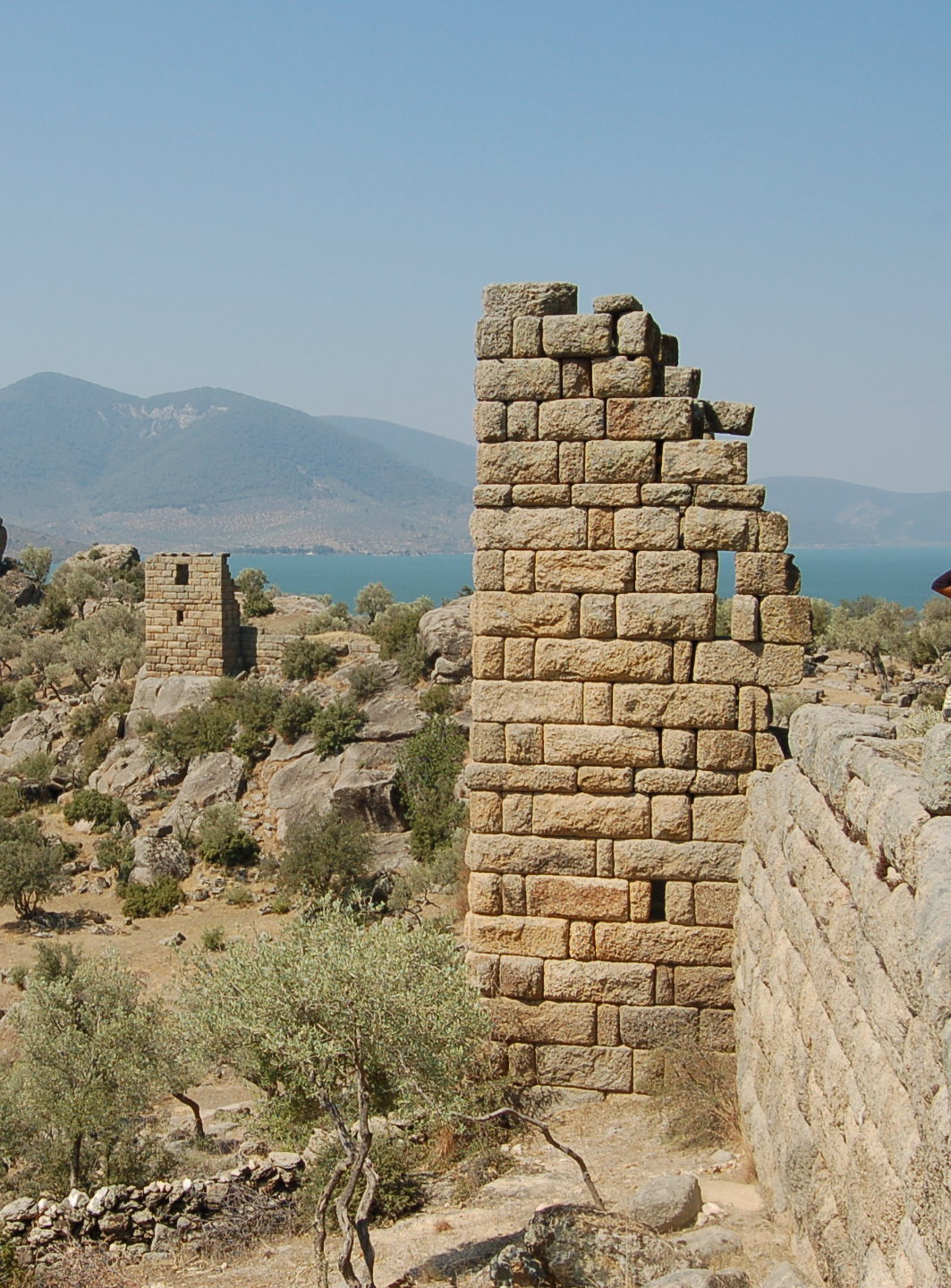
Ruínas das muralhas da antiga cidade de Latmo

Desde 1994 que foram descobertas cerca de 170 pinturas rupestres em cavernas pouco profundas e saliências próximas de nascentes no sopé do monte Latmo, sobre o lago Bafa. Foram descobertas durante um levantamento conduzido por Anneliese Peschlow, do Instituto Arqueológico Alemão. Peschlow acredita que as mais antigas datam de cerca de 6 000 a.C. e que, avaliando outros achados, a região é habitada continuamente desde essa altura. A arqueóloga está atualmente em empenhada na transformação do monte Latmo como parque nacional. As pinturas, inteiramente feitas a vermelho, mostram sobretudo cenas religiosas e sociais. Diferentes representações da montanha incluem um dragão, indicando que ela era adorada como um deus, ou seja, Latmo já era uma montanha sagrada no início da Idade do Bronze.
Um estudo palinológico de dois núcleos sedimentares retirados do lago Bafa perto de Kapıkırı (Baf S1) e da parte ocidental mais funda (Baf S6) efetuado em 2004 sugere que uma sequência de habitação do vale do Menderes e das margens de Latmo que parecem suportar a história primitiva da região. Baf S1 contém o sedimento mais antigo, tem quatro níveis, sendo o o mais antigo anterior a 4 000 a.C..[carece de fontes?] Do pólen da amostra S1, pode ser construído um modelo duma floresta com algumas poucas pastagens, de clímax composta de caducifólias (carvalho e pinheiros): 27,6% Quercus pubescens, 14,6% Pinus e concentrações menores de Isoetes histrix. Os baixos níveis da erva de pastagem Plantago lanceolata indicam que não haveria muitos animais de pasto. Não foram encontradas evidências de assentamento humano ou cultivo.
A subsecção 2, datada do período entre 1 240–1 126 a.C. e 710–558 a.C., corresponde a um assentamento da "Fase de Ocupação de Beyşehir" do sul da Anatólia, ali datada de 3 500–3 000 a.C. a 1 500 a.C.. Tem um perfil palinológico específico de "indicadores antropogénicos secundários", ou seja, o pólen encontrado não é de plantas cultivadas, mas de outras espécies que crescem em terra cultivada: algumas percentagens de Plantago lanceolata, Sanguisorba minor, Pistacia, Platanus, Quercus calliprinos e Juniperus.

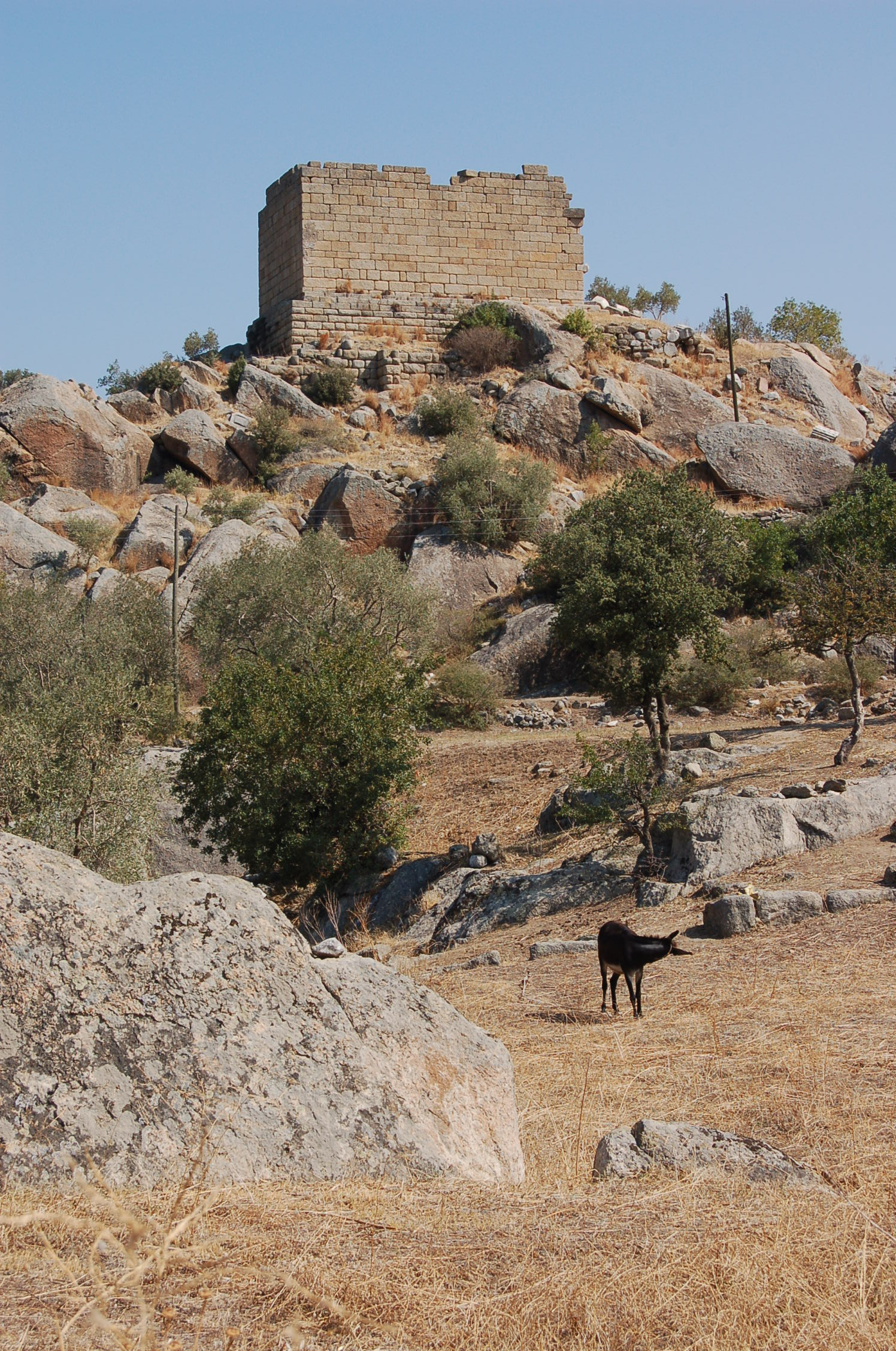
Ruínas do templo de Atena em Heracleia do Latmo

O perfil do lago Bafa apresenta sinais da substituição de carvalho caducifólio por espécies de maquis (Phillyrea , Cistus, Ericaceae), árvores de fruto (Olea, Castanea), e ervas (Plantago lanceolata e Juniperus). A presença de carvão nos sedimentos sugere que a floresta foi desmatada por corte e fogo (ver artigo coivara). Este período corresponde ao assentamento dos Cários na área, aparentemente vindos do sul da Anatólia. Há uma tradição semi-lendária que eles subjugaram outro povo pré-helénico, os Léleges, mas as provas não são suficientemente precisas para afirmar que todos os  indígenas ou parte deles fossem Léleges. Como os Cários adoravam Endimião, esta divindade pode ter sido trazida para a região nessa altura.
A subsecção 3 revela um abandono das áreas desflorestadas, o declínio das Olea e a expansão nessas áreas e nas de maquis das Pistacia, Pinus brutia (pinheiro-da-Turquia) e Quercus coccifera (carrasco, em vez de carvalhos caducifólios). Dado que este período corresponde ao da ascensão da Jónia, o cenário palinológico sugere um movimento de população das zonas rurais para as recém fundadas grandes cidades da Liga Jónica. Nas subsecções 4 e Baf S6 revelam o retorno das árvores de fruto, desflorestação de áreas para pastagem, cultivo de centeio e outros cereais, desestabilização do solo por uso excessivo, denudação e aceleração da sedimentação. Depois do fecho da baía que originou o lago, a população e e o uso da terra declinaram para os níveis baixos atuais em volta de Latmo, mas o vale do rio continuou a ser cultivado.

### História
Com a expansão da cultura grega, Latmo passou a fazer parte da Liga de Delos no século V a.C.. No século seguinte, o sátrapa persa aqueménida Mausolo de Halicarnasso (m. 353 a.C.) tomou a cidade com um estratagema ardiloso e fortificou-a com uma muralha de cerco. A muralha tinha originalmente 65 torres e é uma das fortificações mais bem preservadas da Antiguidade.
Sob a influência helenística, a cidade foi refundada um quilómetro a oeste do local original, segundo uma planta em grelha retangular, típica das cidades helenísticas e cujo modelo é atribuído a Hipódamo de Mileto. O lugar da cidade antiga passou a ser uma necrópole. A nova cidade recebeu o nome de "Heracleia sob o Latmo", em honra do herói grego Héracles. Foi também chamada brevemente de Pleistarqueia e alguns estudiosos colocam a possibilidade de poder ser a cidade de "Alexandria no Latmo". A atual aldeia de Kapıkırı foi construída entre as ruínas dessa cidade helénica.

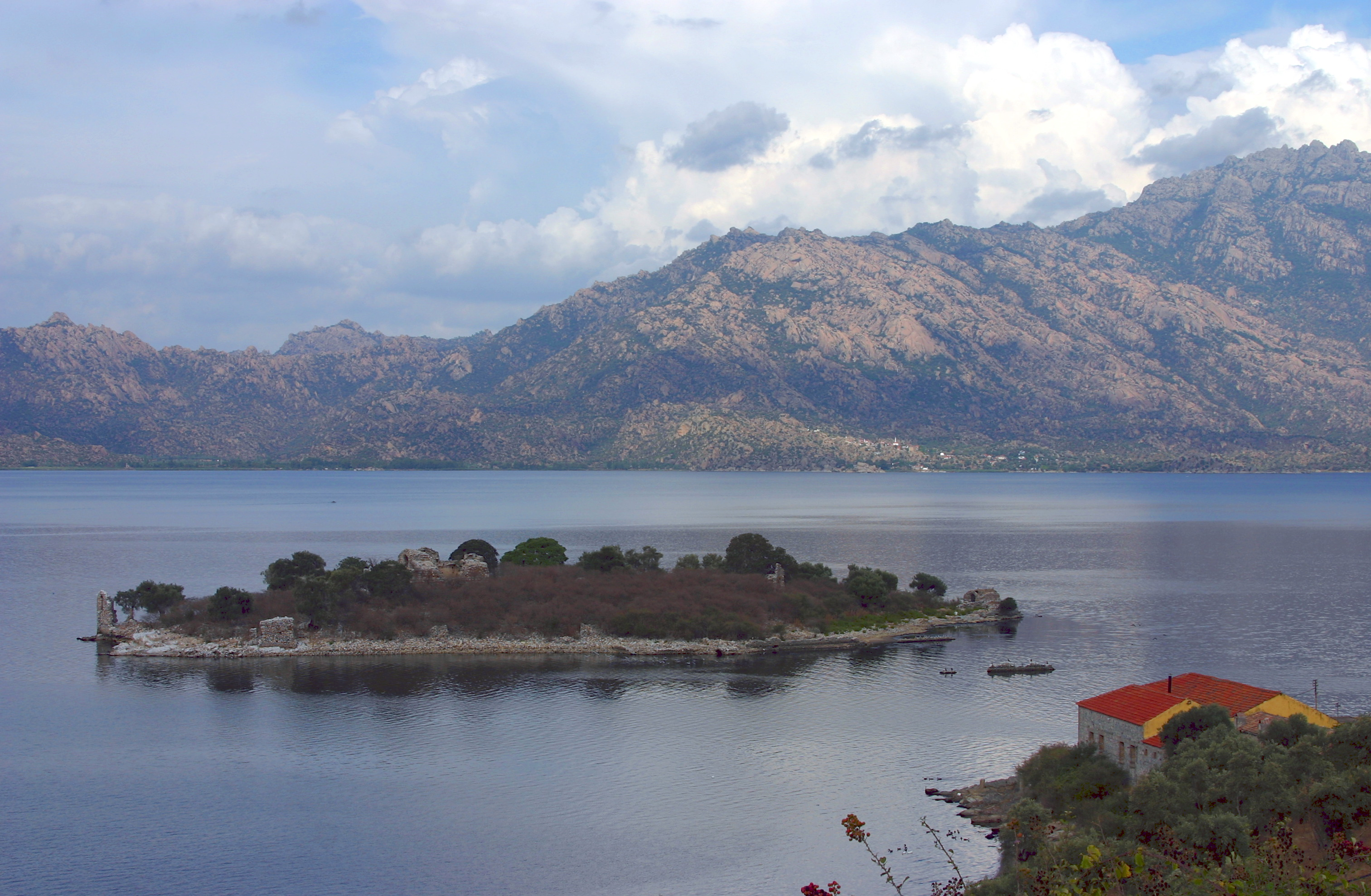
Ilhota no Lago Bafa

O témenos ou santuário de Endimião, de origem pré-grega, foi reconstruído no período helenístico e pode ainda ser visto num alto a sul da antiga cidade.[a] A construção está virada para sudoeste; tem uma nau com uma parede traseira em forma de ferradura parcialmente escavada na rocha, com uma sala de entrada e um pátio de entrada com colunas.
Há também um templo dedicado a Atena, anterior à fundação da cidade helénica, pois não está alinhado com o padrão das ruas.
No período bizantino, a montanha, então conhecida como Latros, tornou-se um centro monástico florescente. De acordo com a tradição, a primeira comunidade monástica foi estabelecida por monges do Sinai que fugiram das invasões islâmicas no século VII. No início do século X existiam três mosteiros e em 1222 o complexo monásticos contava com onze mosteiros. Os mosteiros começaram a declinar no final do século XIII devido ao aumento dos ataques turcos, acabando por desaparecer no século seguinte. Endimião foi cristianizado como um santo místico, cujo caixão era aberto anualmente e cujos ossos emitiam notas musicais e o lugar atraía peregrinos. No século IX, José, o Hinógrafo foi tonsurado no mosteiro de Latmo.